# Саги (Херсонская область)
Саги (укр. Саги) — село в Алёшковской городской общине Херсонского района Херсонской области Украины.
В 2022 году, в ходе вторжения России в Украину, село было захвачено. На данный момент находится под российской оккупацией.
Почтовый индекс — 75108. Телефонный код — 5542.

## Население
Население по переписи 2001 года составляло 804 человека.

### Языковой состав
Родной язык населения по данным переписи 2001 года:
| Язык       | Численность, чел. | Доля     |
| ---------- | ----------------- | -------- |
| Украинский | 739               | 91,92 %  |
| Русский    | 54                | 6,71 %   |
| Другое     | 11                | 1,37 %   |
| Итого      | 804               | 100,00 % |

## Местный совет
75100, Херсонская обл., Алёшковский р-н, г. Алёшки, ул. Гвардейская, 30